# Marcus Antonius van den Oudenrijn
Marcus Antonius van den Oudenrijn OP (* 25. März 1890 in Utrecht; † 15. August 1962) war ein niederländischer Dominikaner und Bibelwissenschaftler.

## Leben
Nach der Priesterweihe am 15. August 1915 und der Promotion am Angelicum 1926 lehrte er von 1929 bis 1957 als Professor an der Universität Freiburg in Freiburg im Üechtland.

## Schriften (Auswahl)
- Les constitutions des frères arméniens de Saint Basile en Italie. Rom 1940, OCLC 718297911.
- Der Traktat Jałags arakhinoutheanç hogiojn. Von den Tugenden der Seele. Ein armenisches Exzerpt aus der Prima secundae der Summa Theologica des Hl. Thomas von Aquin (1337). Freiburg im Üechtland 1942, OCLC 64885483.
- Vom Sinne des Hohen Liedes. Luzern 1953, OCLC 719159374.
- Gamaliel. Äthiopische Texte zur Pilatusliteratur. Freiburg im Üechtland 1959, OCLC 871952098.